# الطياميم
الطياميم هي قرية ومركز جماعة قروية تقع في إقليم اليوسفية بجهة مراكش آسفي، المغرب، وكانت في السابق تابعة لإقليم آسفي ضمن جهة دكالة عبدة بالمغرب. بلغ مجموع عدد سكان أطياميم  حسب إحصاءات 2004  حوالي 6427 نسمة  يعيشون في 1043 أسرة أما في سنة 2014 فقد بلغ عدد سكانها 7.020 نسمة حسب الإحصاء العام للسكان والسكنى.